# Myonanthus ambiguus
Myonanthus ambiguus är en havsanemonart som beskrevs av McMurrich 1893. Myonanthus ambiguus ingår i släktet Myonanthus och familjen Actiniidae. Inga underarter finns listade i Catalogue of Life.